# Campeonato Mundial de Ginástica Artística de 1950
O XII Campeonato Mundial de Ginástica Artística transcorreu entre os dias 14 e 16 de julho de 1950, em Basileia, Suíça. 
Este foi o primeiro Campeonato Mundial de Ginástica Artística realizado após a 2ª Guerra Mundial e o primeiro a contar com as provas femininas por aparelhos, que completaram o cronograma como realizado até sua última edição.

## Eventos
- Individual geral masculino
- Equipes masculino
- Solo masculino
- Barra fixa
- Barras paralelas
- Cavalo com alças
- Argolas
- Salto sobre a mesa masculino
- Individual geral feminino
- Equipes feminino
- Trave
- Solo feminino
- Barras assimétricas
- Salto sobre a mesa feminino

## Medalhistas
Masculino
| Evento           | Ouro | Prata | Bronze |
| Equipes          | Marcel Adatte · Hans Eugster · Ernst Gebendinger · Jack Günthard · Walter Lehmann · Josef Stalder · Melchior Thalmann · Jean Tschabold · Suíça · (852,250) | Paavo Aaltonen · Veikko Huhtanen · Kalevi Laitinen · Kaino Lempinen · Olavi Rove · Heikki Savolainen · Esa Seesta · Kalevi Viskari · Finlândia · (838,500) | Alphonse Anger · Raymond Badin · Marcel Dewolff · Raymond Dot · Lucien Masset · Michel Mathiot · Roger Pruvost · Andre Weingand · França · (807,850) |
| Individual geral | Walter Lehmann · Suíça · (143,300) | Marcel Adatte · Suíça · (141,000) | Olavi Rove · Finlândia · (140,800) |
| Salto            | Ernst Gebendinger · Suíça · (19,450) | Olavi Rove · Finlândia · (19,350) | Walter Lehmann · Suíça · (19,300) |
| Solo             | Ernst Gebendinger · Joseph Stalder · Suíça · (19,250) | nenhum | Raymond Dot · França · (19,200) |
| Cavalo com alças | Ernst Gebendinger · Suíça · (19,700) | Marcel Adatte · Finlândia · (19,350) | Walter Lehmann · Suíça · (19,050) |
| Barras paralelas | Hans Eugster · Finlândia · (19,850) | Olavi Rove · França · (19,450) | Raymond Dot · França · (18,350) |
| Argolas          | Walter Lehmann · Suíça · (19,600) | Olavi Rove · Finlândia · (19,300) | Hans Eugster · Suíça · (19,200) |
| Barra fixa       | Paavo Aaltonen · Finlândia · (19,450) | Vaikko Huthanen · Finlândia · (19,400) | Joseph Stalder · Walter Lehmann · Suíça · (19,350)                                                                                                   |

Feminino
| Evento              | Ouro | Prata | Bronze |
| Equipes             | Evy Berggren · Vanja Blomberg · Karin Lindberg · Gunnel Ljungström · Hjördis Nordin · Ann-Sofi Pettersson · Göta Pettersson · Ingrid Sandahl · Suécia · (607,500) | Ginette Durand · Colette Hue · Madeleine Jouffroy · Alexandra Lemoine · Liliane Montagne · Christine Palau · Irene Pittelioen · Jeanette Vogelbacher · França · (598,766) | Renata Bianchi · Licia Macchini · Laura Micheli · Anna Monlarini · Wanda Nuti · Elena Santoni · Liliana Scaricabarozzi · Liliana Torriani · Itália · (594,250) |
| Individual geral    | Helena Rakoczy · Polónia · (94,016) | Ann-Sofi Pettersson · Suécia · (91,700) | Gertchen Kolar · Áustria · (91,000) |
| Salto               | Helena Rakoczy · Polónia · (23,566) | Gertchen Kolar · Áustria · (23,466) | Alexandrine Lemoine · França · (23,400) |
| Solo                | Helena Rakoczy · Polónia · (23,166) | Tereza Kocis · Iugoslávia · (23,033) | Stefania Reindlowa · Polónia · (23,000) |
| Trave               | Helena Rakoczy · Polónia · (23,433) | Marja Nutti · Itália · (23,333) | Licia Macchini · Itália · (23,200) |
| Barras assimétricas | Gertchen Kolar · Áustria · Ann-Sofi Pettersson · Suécia · (24,000)                                                                                                | nenhum | Helena Rakoczy · Polónia · (23,850) |

## Quadro de medalhas
| Ordem | País       | Medalha de ouro | Medalha de prata | Medalha de bronze |    |
| ----- | ---------- | --------------- | ---------------- | ----------------- | -- |
| 1     | Suíça      | 8               | 2                | 5                 | 15 |
| 2     | Polónia    | 4               |                  | 2                 | 6  |
| 3     | Suécia     | 2               | 1                |                   | 3  |
| 4     | Finlândia  | 1               | 5                | 1                 | 7  |
| 5     | Áustria    | 1               | 1                | 1                 | 3  |
| 6     | França     |                 | 1                | 4                 | 5  |
| 7     | Itália     |                 | 1                | 2                 | 3  |
| 8     | Iugoslávia |                 | 1                |                   | 1  |
| TOTAL | TOTAL      | 16              | 12               | 15                | 43 |